# محطة سسكويهانا للطاقة النووية

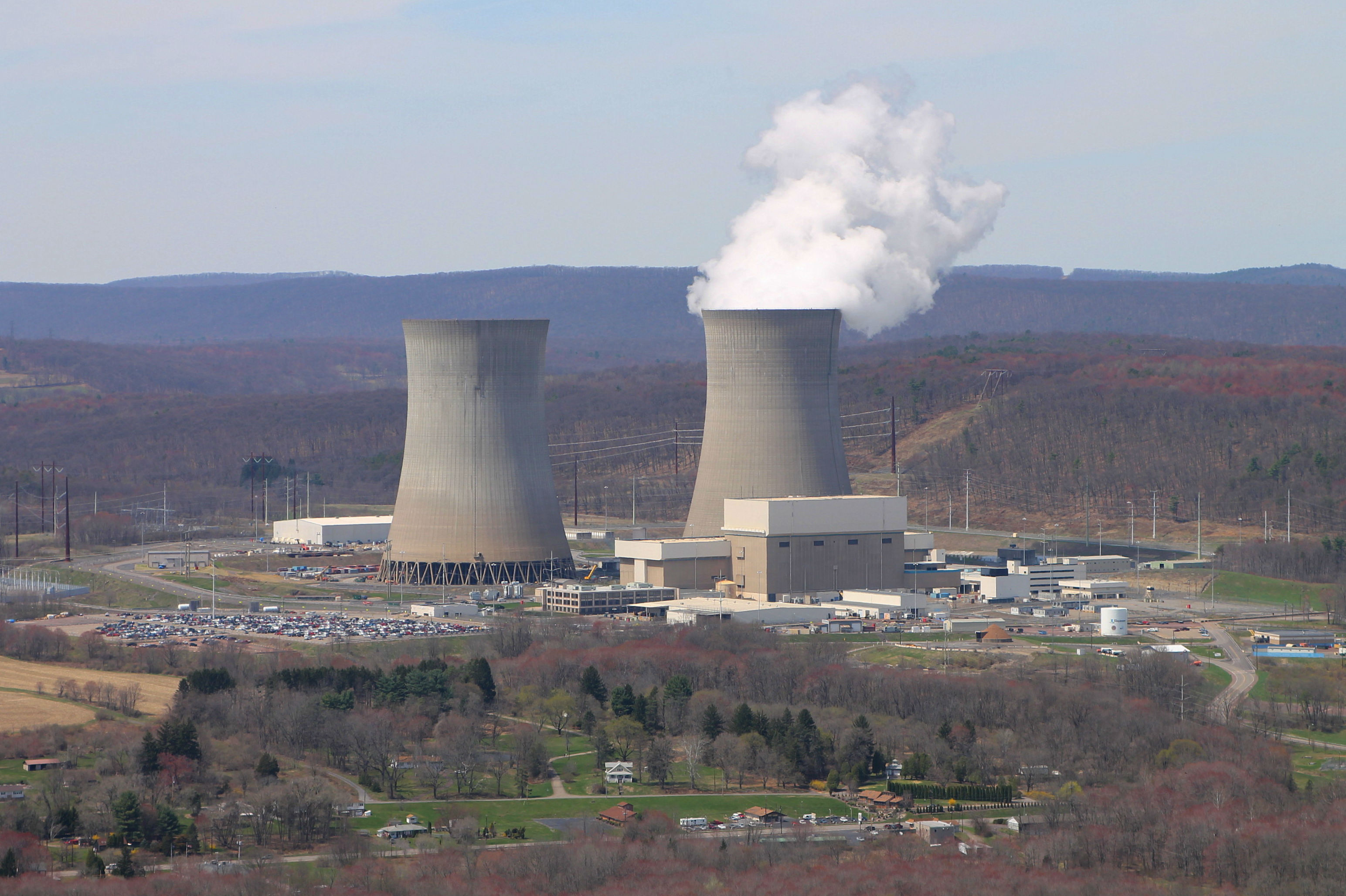
محطة سسكويهانا للطاقة النووية

محطة سسكويهانا للطاقة النووية هي محطة للطاقة النووية تقع على نهر سسكويهانا في بلدة سالم، بولاية بنسلفانيا بالولايات المتحدة الأمريكية.

## نبذة
تدير شركة PPL المحطة حتى يونيو 2015، عندما تم تشكيل شركة Talen Energy أصبحت حاليا تدير المحطة. يوجد بالمحطة مفاعلان يعملان بالماء المغلي من نوع جنرال إلكتريك.

## التشغيل

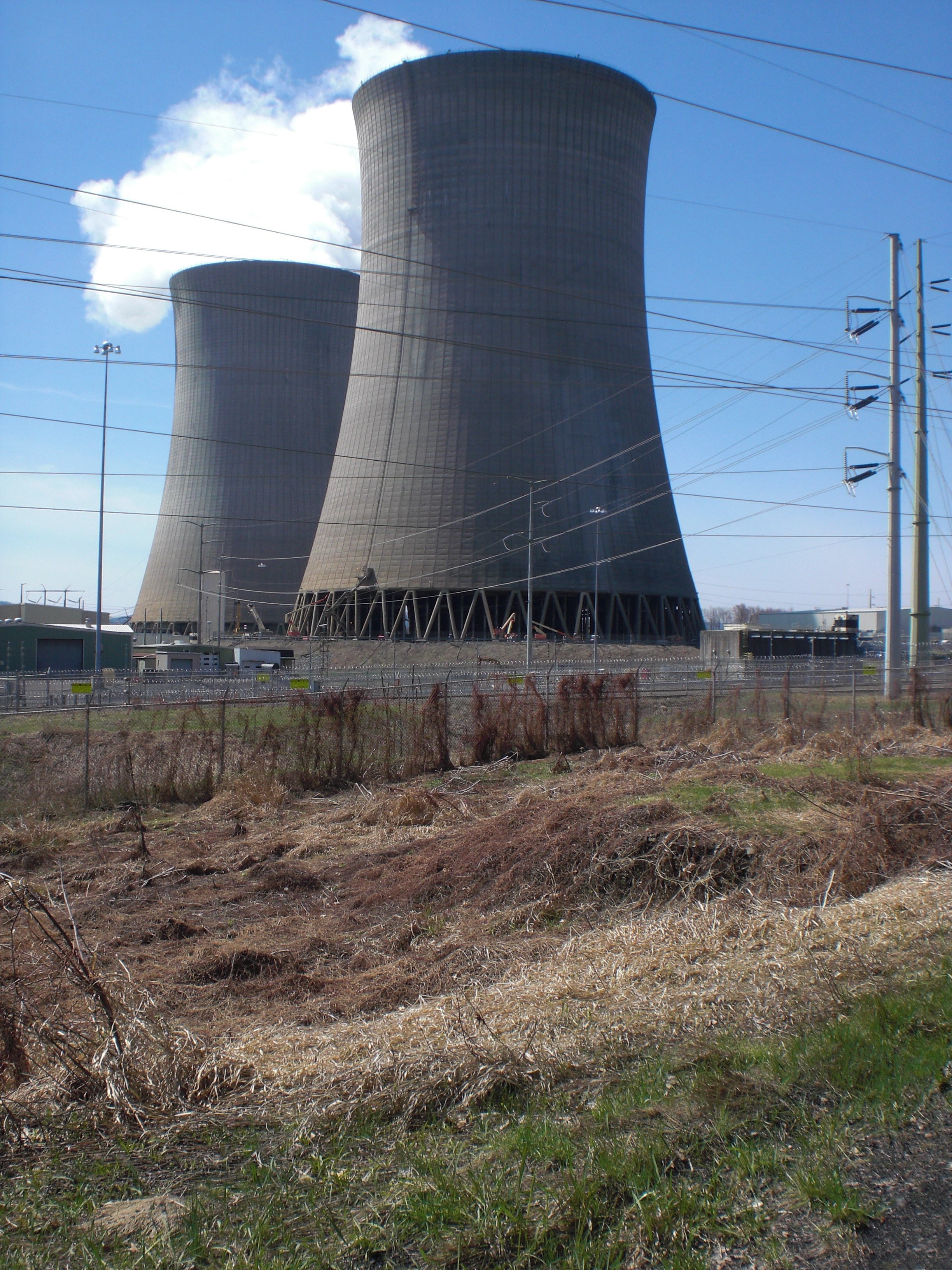
صورة من قرب لمحطة سسكويهانا للطاقة النووية

تعمل المحطة منذ عام 1983 وتنتج حوالي 63 مليون كيلوواط ساعة في اليوم. في أول حالة طوارئ للمحطة، اندلع حريق كهربائي في صندوق التبديل الذي يتحكم في إمدادات مياه التبريد لأنظمة الطوارئ ولم تحدث أي إصابات من جراء هذا الحريق.
في نوفمبر 2009، مددت هيئة التنظيم النووي ترخيص تشغيل المفاعلات لمدة 20 عامًا إضافية.

## خطر الزلازل
كان تقدير هيئة التنظيم النووي لمخاطر حدوث زلزال شديد كل عام كافٍ للتسبب في أضرار جوهرية للمحطة وفقاً لدراسة أجرتها الهيئة في أغسطس 2010.